# Geografov Peninsula
Die Geografov Peninsula (englisch; russisch Полуостров Географов Poluostrow Geografow, deutsch ‚Geographenhalbinsel‘) ist eine Halbinsel an der Knox-Küste des ostantarktischen Wilkeslands. Sie liegt in den Bunger Hills.
Wissenschaftler einer sowjetischen Antarktisexpedition kartierten und benannten sie. Das Antarctic Names Committee of Australia übertrug die Benennung in einer Teilübersetzung ins Englische.